# Qualificazioni al campionato mondiale di calcio 2026 - AFC - seconda fase - girone I
Questa voce raccoglie i risultati delle partite del girone I valido come secondo turno di qualificazione al Campionato mondiale di calcio 2026 per la zona di competenza dell'AFC.
| Squadra    | P.ti | G | V | P | S | RF | RS | DR  |
| ---------- | ---- | - | - | - | - | -- | -- | --- |
| Australia  | 18   | 6 | 6 | 0 | 0 | 22 | 0  | +22 |
| Palestina  | 8    | 6 | 2 | 2 | 2 | 6  | 6  | 0   |
| Libano     | 6    | 6 | 1 | 3 | 2 | 5  | 8  | -3  |
| Bangladesh | 1    | 6 | 0 | 1 | 5 | 1  | 20 | -19 |

## Risultati

### 1ª giornata
| Arbitro: | Ahrol Risqullaev |

|                                                              |           |  |
| Souttar 4’ Borrello 20’ Duke 37’, 40’ MacLaren 48’, 70’, 84’ | Marcatori |  |

| Sharja 16 novembre 2023, ore 18:00 UTC+4 | Libano          | 0 – 0 referto | Palestina | Stadio Khalid Bin Mohammed (200 spett.)\| Arbitro: \| Adham Makhadmeh \| |
| Arbitro:                                 | Adham Makhadmeh |               |           |                                                                          |

### 2ª giornata
| Arbitro: | Kim Dae-yong |

|              |           |           |
| Morsalin 72’ | Marcatori | 67’ Osman |

| Arbitro: | Qasim Al-Hatmi |

|  |           |             |
|  | Marcatori | 18’ Souttar |

### 3ª giornata
| Arbitro: | Yinhao Shen |

|                                         |           |  |
| Dabbagh 43’, 53’, 77’ Qumbor 45+1’, 49’ | Marcatori |  |

| Arbitro: | Khamis Al-Marri |

|                      |           |  |
| Baccus 5’ Rowles 54’ | Marcatori |  |

### 4ª giornata
| Arbitro: | Nasrullo Kabirov |

|  |           |                 |
|  | Marcatori | 90+4’ Termanini |

| Arbitro: | Mooud Bonyadifard |

|  |           |                                                        |
|  | Marcatori | 2’ Yengi 47’ (aut.) Jradi 48’, 81’ Goodwin 68’ Iredale |

### 5ª giornata
| Arbitro: | Jansen Foo |

|  |           |                       |
|  | Marcatori | 29’ Hrustic 62’ Yengi |

| Doha 6 giugno 2024, ore 19:00 UTC+3 | Palestina             | 0 – 0 referto | Libano | Stadio Jassim bin Hamad (2 428 spett.)\| Arbitro: \| Abdulrahman Al-Jassim \| |
| Arbitro:                            | Abdulrahman Al-Jassim |               |        |                                                                               |

### 6ª giornata
| Arbitro: | Khalid Al-Turais |

|                                                          |           |  |
| Yengi 5’ (rig.), 41’ Taggart 26’ Boyle 53’ Irankunda 87’ | Marcatori |  |

| Arbitro: | Razlan Joffri Ali |

|                                         |           |  |
| Maatouk 5’ (rig.), 49’, 60’ Matar 45+2’ | Marcatori |  |